# Буфумбира
Буфумбира — вулкан в Уганде. Расположен в Западной области, в округе Кисоро.
Вулкан Буфумбира состоит из 40 шлаковых конусов и застывших лавовых потоков. Наивысшая точка — 2440 метров. Находится к северо-западу от гор Вирунга вдоль линеаментов. Конусы друг от друга расчленены и находятся на небольшом расстоянии друг от друга. Состоят из пемзы, шлаков и золы. Буфумбира является крупнейшим вулканическим образованием, состоящей из редких вулканических пород лейцита, а также состоящем из необычного химического состава калийных пород.